# Lavoir de Pont-Saint-Esprit
Le lavoir de Pont-Saint-Esprit est un édifice situé à Pont-Saint-Esprit et faisant l’objet d’une inscription au titre des monuments historiques en 2005.